# ماكس ويبر (رسام)
ماكس ويبر (بالإنجليزية: Max Weber)‏ هو رسام أمريكي، ولد في 18 أبريل 1881 في بياويستوك في بولندا، وتوفي في 4 أكتوبر 1961 في نك الكبرى ‏ في الولايات المتحدة.

## وصلات خارجية
- ماكس ويبر على موقع الموسوعة البريطانية (الإنجليزية)